# Денге, Аянда
Аянда Денге (англ. Ayanda Denge; умерла 24 марта 2019 года, Кейптаун, ЮАР) — южно-африканская транс-женщина, которая побывала в сексуальном рабстве. Она выступала за права трансгендеров, защищала права людей попавших в сексуальное рабство и выступала за декриминализацию проституции. Она также была председателем Целевой группы по обучению и защите секс-работников.

## Биография
Аянда из народа коса, который проживает на побережье в Восточно-Капской провинции ЮАР. Он вырос в городе Порт-Элизабет.
Денге начала заниматься проституцией в Йоханнесбурге, а позже работала и в других городах Южной Африки, включая Хараре, Дурбан, Кейптаун, Порт-Элизабет, Виктория. Она занималась проституцией на протяжении 15 лет.
Она была председателем Целевой группы по обучению и защите секс-работников (SWEAT). Она выступала за защиту прав трансгендеров, секс-работников и против декриминализации секс-работы. В SWEAT Денге подготовила 50 инструкторов и работала докладчиком по информированности о злокачественной опухоли, ВИЧ/СПИДу и по вопросам защиты прав людей, связанных с секс-работой.
В августе 2015 года в Кейптауне Денге вместе с другими правозащитниками стал основателем коалиции «Пути назад нет» (Asijiki), которая выступает против декриминализации секс-работы. В состав организации входят секс-работники, активисты, правозащитники, а руководящий комитет состоит из Движения секс-работников (Sisonke), Женского правового центра (WLC), Целевой группы по обучению и защите секс-работников (SWEAT) и Sonke Gender Justice.
В 2016 году в городе Дурбан во время Международной конференции по СПИДу она дала интервью в Daily Vox, в котором сказала: 
|                | "Being transgender is not a double dose, but it's a triple dose of stigmatisation and discrimination". (англ.) |  | «Быть трансгендером - это не двойная доза, это тройная доза стигматизации и дискриминации». (рус.) |  |
| Ayanda Denge . | |  | |  |

24 марта 2019 года найден мёртвой в своей комнате в незаконно захваченном доме в Кейптауне.